# Weakly interacting massive particle
WIMP's (Engels acroniem voor Weakly Interacting Massive Particles) zijn deeltjes die in de astronomie worden gebruikt om de problematiek rond donkere materie te verklaren. De deeltjes hebben een geringe wisselwerking doordat ze niet door de sterke kernkracht of de elektromagnetische kracht worden beïnvloed. Hun wisselwerking met normale materie (elektronen, protonen en neutronen) vindt alleen via de zwaartekracht plaats. Hierdoor lijken ze op neutrinos, zij het dan dat hun massa veel groter is, waardoor ze ook trager zijn.
Alhoewel het bestaan van WIMP's zuiver hypothetisch is, zouden zij een aantal astronomische en kosmologische problemen in verband met donkere materie kunnen oplossen.
De theoretische eigenschappen zijn de volgende:
- Zij reageren alleen via de zwakke kernkracht en de zwaartekracht of minstens met een reactiedoorsnede kleiner dan die van de zwakke kernkracht.
- Zij hebben een grote massa in vergelijking met de standaarddeeltjes. WIMP's met een massa beneden de GeV worden "lichte donkere materie" genoemd.

Doordat zij niet reageren met gewone materie, zijn zij onzichtbaar bij gewone elektromagnetische waarnemingen. Door hun grote massa zijn zij traag en hebben zij dus een lage stralingswarmte. Simulaties van een heelal gevuld met koude donkere materie tonen een verdeling van de sterrenstelsels die overeenkomt met de waarnemingen. WIMP's worden beschouwd als een van de serieuze kandidaten voor "koude donkere materie". De andere kandidaten zijn de compacte massieve objecten in de halo's van sterrenstelsels, ook wel MACHO's genoemd.
In tegenstelling tot MACHO's zijn er in het standaardmodel van de deeltjesfysica geen deeltjes bekend die alle eigenschappen hebben van WIMP's. De deeltjes die een kleine wisselwerking hebben met gewone materie, zoals de neutrino's, zijn zeer licht en hebben dus een hoge snelheid en bijgevolg een hoge stralingswarmte. Hete donkere materie zou de structuur van het heelal gelijkmatiger verdelen en is dus geen waardig kosmologisch model. WIMP-deeltjes zouden de supersymmetrische R-pariteit bewaren. Dit is een populaire uitbreiding van het standaardmodel. Tot op heden zijn echter nog geen supersymmetrische deeltjes waargenomen.
Astronomen nemen aan dat donkere materie voornamelijk bestaat uit deze nieuwe typen deeltjes, die net na de oerknal ontstonden.
Er wordt ook aangenomen dat WIMP's een supersymmetrie vormen met bestaande deeltjes, zodat elk bestaand deeltje uit het standaardmodel een "superpartner" zou hebben, zoals "axionen" en "neutralino's".

## Experimentele detectie
Omdat zij slechts via gravitatie en de zwakke kernkracht reageren, zijn zij zeer moeilijk te detecteren. Er zijn experimenten gedaan die de WIMP's zowel rechtstreeks als indirect trachten aan te tonen.
WIMP's die door onze zon passeren, zouden, dankzij de grote massa van de zon, reageren met de aanwezige kernen. Daar verliezen zij hun energie door wederzijdse annihilatie. Zo worden andere deeltjes gevormd, zoals hoge-energieneutrino's. De deeltjes die vervolgens naar de aarde reizen worden gedetecteerd met de vele neutrinotelescopen, zoals de Super-Kamiokande-detector in Japan. Het aantal gedetecteerde neutrino's per dag is afhankelijk van zowel de eigenschappen van de WIMP als de massa van het higgsboson. Gelijksoortige experimenten staan op stapel om neutrino's ontstaan uit de annihilatie van WIMP's in de aarde te detecteren en vanuit het centrum van de Melkweg.
Dit zijn echter indirecte waarnemingen. Het is daarom niet uitgesloten dat de metingen via de hemellichamen niet correct zijn of dat zij de donkere materie slechts ten dele beschrijven. Directe waarnemingen zijn daarom onontbeerlijk om de "koude donkere materie" en de WIMP's te verklaren.
De meeste WIMP's afkomstig van donkere materie reizen ongemerkt door de aarde en de zon. Desondanks hoopt men toch enkele 'vangsten' per jaar te kunnen doen. Het is de bedoeling om zeer gevoelige systemen te vergroten om zo voldoende gevallen van interactie te hebben om de WIMP's op te kunnen sporen. Zo is het destijds ook gegaan bij de opsporing van neutrino's (tegenwoordig routine).

## Twijfels over de theorie
De theorie rond WIMP's wordt echter in twijfel getrokken. Directe detectiemethoden (zie verderop) hebben na jaren van onderzoek nog geen overtuigend bewijs opgeleverd voor het bestaan van WIMP-deeltjes. Een alternatieve theorie is aangedragen door Kathryn Zurek van de University of Michigan. Haar theorie heet "quirky composite dark matter".

## Experimentele detectie door cryogeen donkerematerieonderzoek
Rechtstreekse waarneming tracht men te doen door middel van cryogeen donkerematerieonderzoek in de Soudan Mine, een mijn in Minnesota State Park.
Germanium- en silicium-kristallen ter grootte van een hockeypuck, worden afgekoeld tot 50 millikelvin. Door deze afkoeling komt het kristal eigenlijk stil te staan (kristalbeweging en -warmte komen eigenlijk op hetzelfde neer). Als een WIMP door dit "stilstaande" kristal vliegt, kan men de beweging van het kristal (d.w.z. de warmte) detecteren. Zo hoopt men de trillingen van het kristal te detecteren wanneer een WIMP een atoom in de halfgeleiders exciteert.
Een WIMP wordt gedetecteerd door een metaallaag (aluminium en wolfraam). De wolfraamsensoren worden op de kritische temperatuur gehouden, zodat ze supergeleidend zijn. Grote trillingen in het kristal zullen een meetbare warmte produceren, doordat de weerstand dan verandert.
In december 2009 rapporteerden onderzoekers van het Soudan Mine CDSM II-experiment twee gebeurtenissen die veroorzaakt zouden kunnen zijn door botsingen tussen WIMP-deeltjes en de atoomkernen.
CoGeNT, een kleinere detector die één enkele germaniumschijf gebruikt en werd ontworpen voor het detecteren van WIMP-deeltjes met een kleine massa, rapporteerde honderden detecties in 56 dagen.
In dit experiment werd de massa van een WIMP geschat op 7-11 miljard eV (ongeveer 10 keer de massa van een proton).
Met de The Directional Recoil Identification From Tracks (DRIFT) tracht men de richting te bepalen van waaruit een WIMP komt om aldus zijn aanwezigheid aan te tonen. De DRIFT-detector gebruikt 1 m³ koolstofdisulfidegas onder lage druk als detectiemateriaal. Een WIMP die botst met een atoom van het gas zal een enkele millimeters lang spoor van geladen deeltjes achterlaten. Dit spoor wordt geprojecteerd op een dradenkamer. Hiermee kan het spoor driedimensionaal worden vastgelegd en aldus kan de richting worden bepaald van waaruit het WIMP komt.

## Experimentele detectie door scintillatie
Een andere manier om WIMP's te detecteren is het gebruik van scintillatie. WIMP's exciteren dan atomen die op hun beurt weer lichtflitsen uitzenden als ze weer in de normale toestand komen. In het toekomstige DEAP-experiment zal een grote hoeveelheid vloeibaar argon gebruikt worden om een gevoelig instrument te maken om WIMP's te ontdekken. Dit experiment zal in Canada uitgevoerd worden. Andere voorbeelden van deze techniek zijn de DAMA/NaI- en de LIBRA-detector in Italië. Deze gebruiken meerdere materialen om valse signalen veroorzaakt door andere deeltjes te elimineren. In dit experiment wordt de jaarlijkse verandering van het aantal detecties in de detector bestudeerd. Deze jaarlijkse variatie is een kenmerkende eigenschap van het WIMP-signaal. Op grond hiervan meent men een positieve detectie gedaan te hebben. Andere groepen kunnen deze detectie echter niet bevestigen.